# 友岡子郷
友岡 子郷（ともおか しきょう、1934年9月1日 - 2022年8月19日）は、兵庫県出身の俳人。本名は清。

## 経歴
神戸市灘区生まれ。兵庫県立神戸高等学校を経て、甲南大学文学部卒業。大学在学中、高浜虚子の「ホトトギス」、波多野爽波の「青」に投句。1957年「椰子会」を結成。1958年より「青」編集。1968年、「青」を辞し「雲母」入会、飯田龍太に師事。同誌同人。同人誌「椰子」創刊。1991年、椰子会代表。1992年、「柚」創刊に参加。1993年、廣瀬直人の「白露」創刊に参加。1998年「椰子」終刊。2012年「椰子会」解散。
1977年、第1回雲母選賞、1978年、第25回現代俳句協会賞、2006年、『雲の賦』で第6回俳句四季大賞、2009年、『友岡子郷俳句集成』で第24回詩歌文学館賞、2013年、『黙礼』で第5回小野市詩歌文学賞受賞、2018年、『海の音』で第52回蛇笏賞受賞。ほかに第6回四誌連合会賞を受賞している。
代表句に「跳箱の突き手一瞬冬が来る」（『日の径』所収）。若々しくしなやかな叙情を特徴とする。
2022年8月19日、老衰のため神戸市灘区の高齢者施設で死去。87歳没。

## 著書

### 句集
- 『遠方』
- 『日の径』
- 『未草』
- 『春隣』
- 『風日』
- 『翌』
- 『葉風夕風』
- 『雲の賦』
- 『黙礼』
- 『海の音』
- 『貝風鈴』

### 全句集
- 『友岡子郷俳句集成』

『遠方』から『雲の賦』までを収めるとともに、「初期作品・三十句抄」「『雲の賦』以後」を収める。

### その他
- 『飯田龍太鑑賞ノート』
- 『天眞のことば』
- 『少年少女のみなさんに 俳句とお話』

## 関連文献
- 川崎雅子 『友岡子郷俳句365日』 ふらんす堂、2006年